# Gary Numan
Gary Numan, egentligen Gary Anthony James Webb, född 8 mars 1958 i London, är en brittisk sångare, kompositör och musiker. Han är känd som en pionjär inom elektronisk musik. I slutet av 1970-talet ledde han gruppen Tubeway Army, vilken var den första brittiska grupp som fick en synthesizer-baserad hit med låten "Are 'Friends' Electric?" 1979. Efter att albumet Replicas blivit en stor framgång övergick han till att ge ut skivor i eget namn. Gary Numan hade sin mest framgångsrika period åren 1979–1982 med albumen Replicas, The Pleasure Principle och Telekon, som alla nådde förstaplatsen på den engelska albumlistan, och singelhits som "Cars", "We Are Glass", "Music for Chameleons" och "We Take Mystery (to Bed)". Från 1990-talet har han fått en delvis ny publik inom gothrock- och industrirock-genrerna. 2017 tilldelades Numan ett pris på Ivor Novello Awards som erkännande för hans pionjärinsatser inom elektromusiken.

## Karriär
Gary Numan föddes som Gary Anthony James Webb den 8 mars 1958 i Hammersmith i västra London. Under uppväxten var han mycket tillbakadragen och fann musiken som en väg att bli mer utåtriktad. Han började spela gitarr i de tidiga tonåren och var med i flera kortlivade grupper. Inspirerad av punkmusiken gick han med i punkbandet The Lasers 1976, där han träffade Paul Gardiner (basgitarr). Året därpå lämnade de bandet för att bilda Tubeway Army tillsammans med Numans släkting Jess Lidyard (trummor). Tubeway Army spelade in ett antal demos i punkstil, senare utgivna som albumet The Plan, vilket gav ett skivkontrakt med Beggars Banquet Records, där de utan några framgångar gav ut två singlar, "That's Too Bad" och "Bombers", och ett självbetitlat debutalbum 1978. Året därpå fick gruppen sitt genombrott med singeln "Are 'Friends' Electric?" som överraskande nådde första plats på brittiska singellistan och albumet Replicas som toppade albumlistan. Musikaliskt hade den tidiga gitarrdominerade punkstilen ersatts av synthesizers och ett sound som blev föregångare till 1980-talets synthpopgenre. 
Den plötsliga framgången fick Numan att sätta samman en ny kompgrupp bestående av Paul Gardiner, Chris Payne (synthesisers, violin), Russell Bell (gitarr), Ced Sharpley (trummor) och Billy Currie (synthesizers, violin) från Ultravox. Nästa album The Pleasure Principle gavs ut i Numans eget namn, fast han fortsatte att samarbeta med samma musiker. Från albumet blev singeln "Cars" Numans andra raka etta på brittiska singellistan och även en topp 10-hit i USA. 1980 utgavs albumet Telekon, som blev Numans tredje raka etta på brittiska albumlistan, och singlarna "We Are Glass" och "I Die: You Die" som båda blev topp 10-hits. Därefter meddelade Numan att han skulle sluta med liveframträdanden och gav tre avskedskonserter på Wembley Arena i april 1981. På hösten samma år kom albumet Dance där Numan övergav sin tidigare utpräglat elektroniska stil. Både albumet och singeln "She's Got Claws" blev nya topp 10-hits. 1982 gav han ut albumet I, Assassin och fick sin sista stora singelhit med "We Take Mystery (To Bed)". Vid denna tid hade hans popularitet dock redan börjat dala och efter albumet Warriors (1983) bröt Beggars Banquet skivkontraktet. Numan bildade sitt eget skivbolag Numa Records där han med mindre framgångar gav ut album som Berserker (1984), The Fury (1985) och Strange Charm (1986). Han samarbetade också en del med Bill Sharpe från gruppen Shakatak som duon Sharpe & Numan.
Efter en tid av fortsatt dalande framgångar vände karriären på 1990-talet. Albumet Sacrifice (1994) fick ett positivt mottagande av flera kritiker. Grupper som Hole, Foo Fighters, The Smashing Pumpkins och Marilyn Manson gjorde coverversioner av hans låtar och Nine Inch Nails nämnde Numan som en viktig influens. Numans nya gothrock-influerade stil resulterade i album som Exile (1997) och Pure (2000) som gav honom en delvis ny publik, samtidigt som hans tidigare musik började återutges. År 2013 utgav Numan sitt tjugonde studioalbum, Splinter (Songs from a Broken Mind).
2017 tilldelades Numan ett pris på Ivor Novello Awards som erkännande för hans pionjärinsatser inom elektromusiken och som inspiratör för andra artister. I september 2017 utkom albumet Savage (Songs from a Broken World) som fick ett överlag positivt kritikermottagande och nådde andra plats på brittiska albumlistan.

## Familj och privatliv
Numan är gift och har tre döttrar. Han bor med sin familj i Kalifornien, USA.
Numan berättade i en intervju i tidningen The Guardian 2018 att han fick diagnosen Aspergers syndrom när han var omkring fjorton år.

## Diskografi

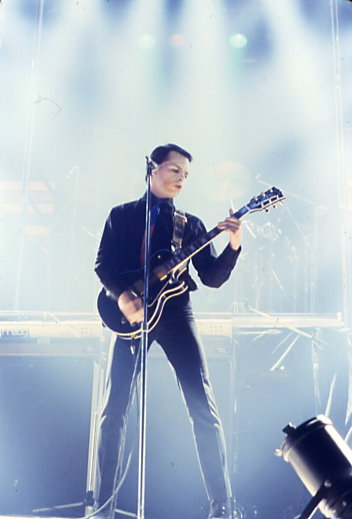
Gary Numan 1980.

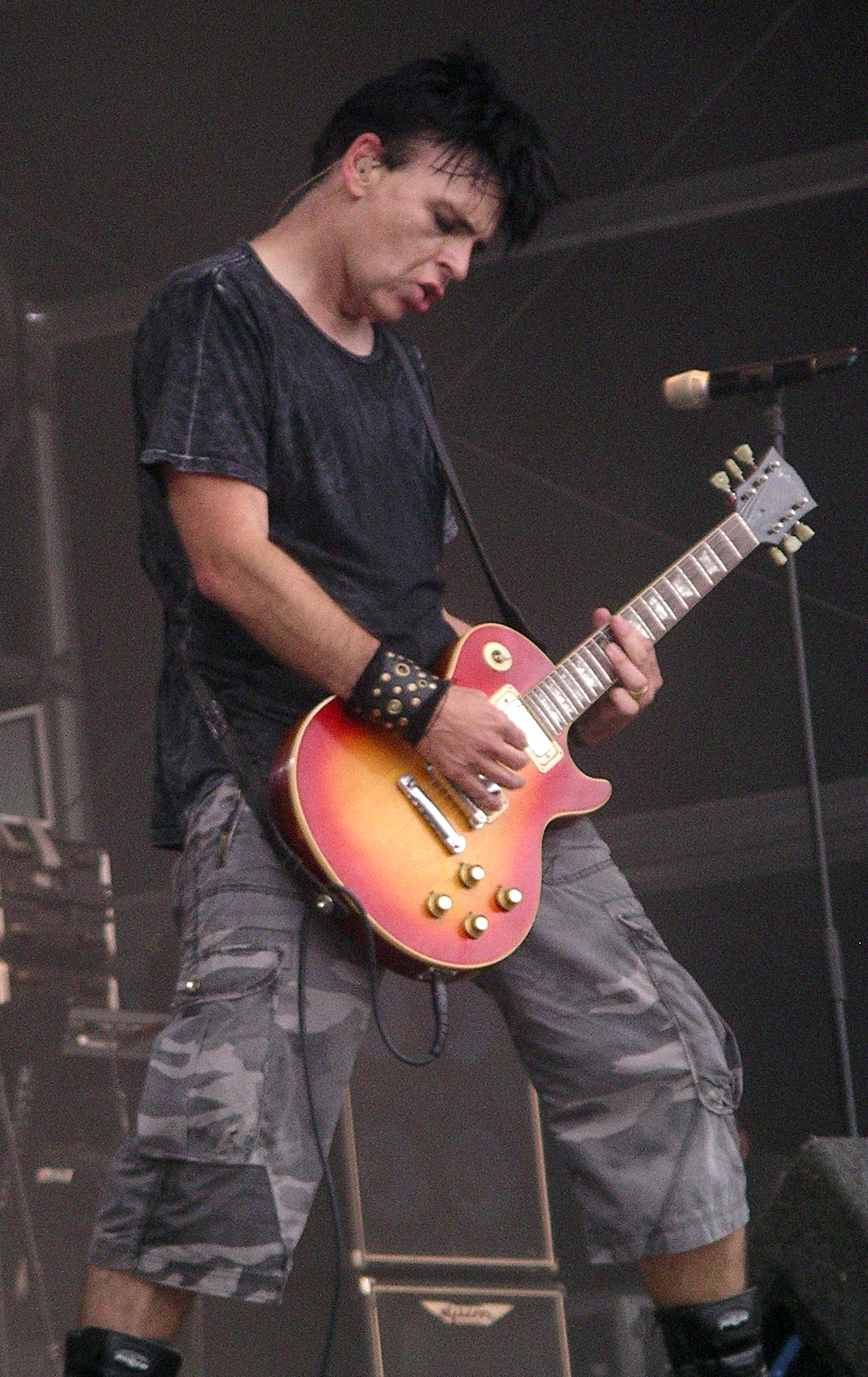
Gary Numan, Bestival 2008.

### Studioalbum
- 1978 – Tubeway Army
- 1979 – Replicas
- 1979 – The Pleasure Principle
- 1980 – Telekon
- 1981 – Dance
- 1982 – I, Assassin
- 1983 – Warriors
- 1984 – Berserker
- 1985 – The Fury
- 1986 – Strange Charm
- 1988 – Metal Rhythm
- 1989 – Automatic
- 1991 – Outland
- 1992 – Machine + Soul
- 1994 – The Radial Pair
- 1994 – Sacrifice
- 1995 – Human
- 1997 – Dawn
- 1997 – Exile
- 2000 – Pure
- 2006 – Jagged
- 2011 – Dead Son Rising
- 2013 – Splinter (Songs from a Broken Mind)
- 2017 – Savage (Songs from a Broken World)
- 2021 – Intruder

### Livealbum
- 1981 – Living Ornaments '79 and '80 (2 LP Box)
- 1981 – Living Ornaments '79
- 1981 – Living Ornaments '80
- 1985 – White Noise
- 1987 – Ghost
- 1989 – The Skin Mechanic
- 1994 – Dream Corrosion
- 1995 – Dark Light
- 1998 – Living Ornaments '81
- 2003 – Scarred
- 2004 – Live at Sheperds Bush Empire
- 2004 – Hope Bleeds
- 2005 – Fragment 1/04
- 2005 – Fragment 2/04
- 2007 – Jagged Live
- 2008 – Telekon Live
- 2009 – Replicas Live
- 2010 – The Pleasure Principle Live
- 2011 – Decoder (Live In Australia)
- 2012 – Big Noise Transmission
- 2013 – Machine Music Live
- 2016 – Obsession — Live at the Hammersmith Eventim Apollo
- 2016 – Here in the Black — Live at Hollywood Forever Cemetery
- 2018 – Savage – Live at Brixton Academy

### Samlingsalbum i urval
- 1982 – New Man Numan: The Best of Gary Numan (1979–1982)
- 1985 – The Plan (Tubeway Army demos 1978)
- 1987 – Exhibition (1978–1983)
- 1996 – The Premier Hits
- 1999 – New Dreams For Old (1984–1998)
- 2003 – Hybrid (Remixalbum)
- 2007 – The Complete John Peel Sessions